# Верхняя улица (Липецк)
Ве́рхняя у́лица — улица в Октябрьском округе Липецка. Проходит в Диком параллельно 1-й Крымской улице от Комсомольской улицы до дома № 81 по Индустриальной улице. К нечётной стороне примыкают улицы 2-я Крымская и Кирова, к чётной — Пригородная улица.
Ранее называлась у́лицей Мазурука́ — в честь Героя Советского Союза лётчика И. П. Мазурука. Нынешнее условное имя получила 8 октября 1957 года после введения моратория на присвоение городам, улицам, предприятиям и др. имён здравствующих на тот момент людей.
Застроена частными домами.
Сегодня автомобильное движение по улице одностороннее (сверху вниз).

## Транспорт
- авт. 2т, 9т, 27, 30, 35, 37, 300, 308к, 315, 321, 323, 330, 347, 352 ост.: «Ул. Доватора».